# Monika Barényiová
Monika Barényiová (Bojnice, 24 ottobre 1972) è un'ex cestista slovacca, fino al 1992 cecoslovacca.

## Carriera
Con la Slovacchia ha disputato i Campionati europei del 2003.